# Szárazhegy (Monorierdő)

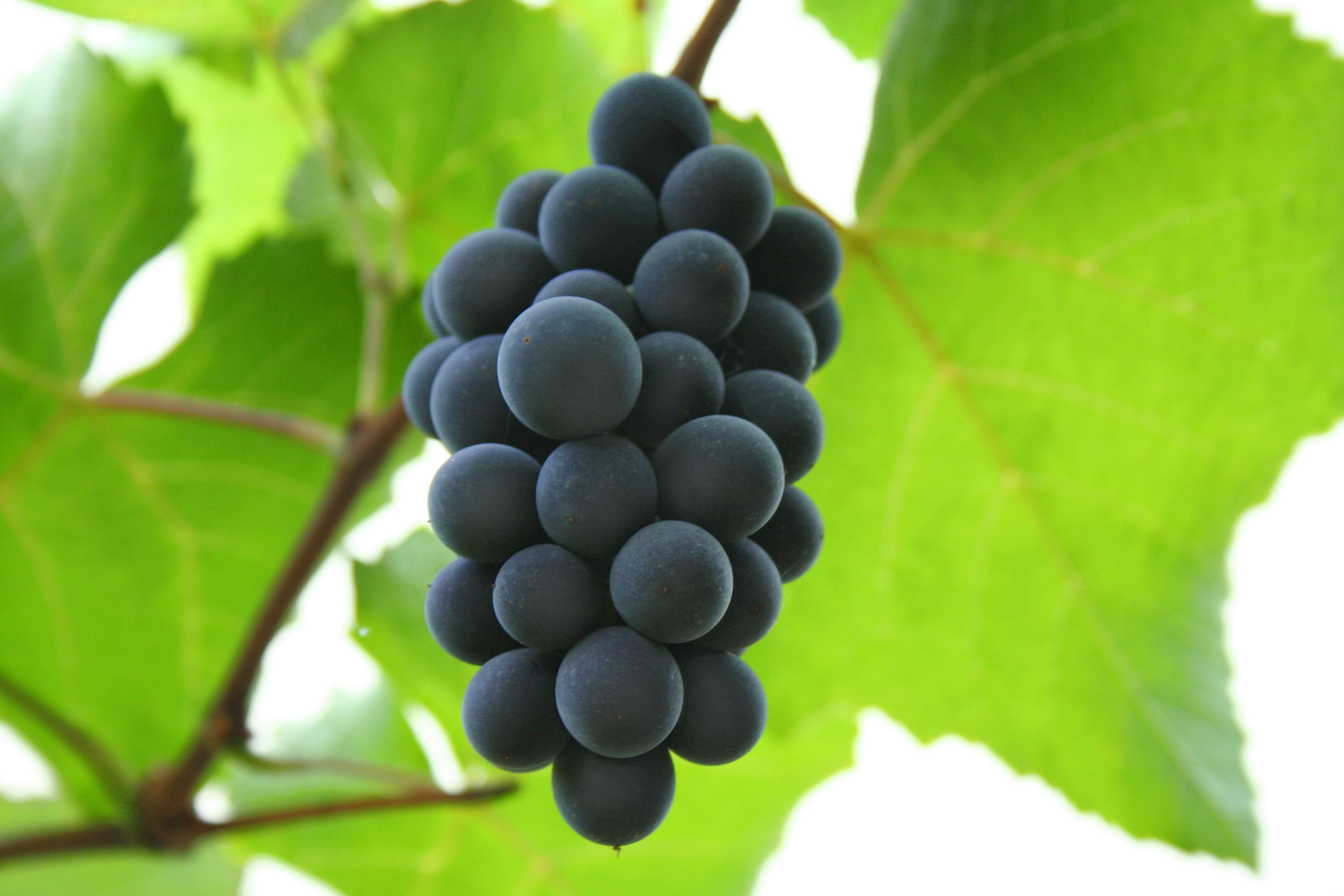

Szárazhegy Monorierdő település része.  Monorierdőtől 2 kilométerre északra.

## Fekvése
A Cserhátvidékhez tartozó Gödöllői-dombságnak része a Monor-Irsai dombság Szárazhegynél már csak szelíd dombvidék. Felszíne gyengén, helyenként közepesen tagolt. A Monor-Irsai dombságon a tetőszintek átlagosan csupán 150 méter magasak. A Gödöllői-dombság utolsó nyúlványai - úgy is mondják errefelé: "A hegyek kis körme".

## Története
A szárazhegyi szőlő és bortermelést az 1700-as évektől jegyzik. Akkoriban az Egri érsekség volt a birtok gazdája. A Monor Strázsa-hegyi és szárazhegyi hegyközség, valamint Gomba-Bénye hegyközség egységes tájjeleget alkot. A Cserhát alsó lejtõin a megfelelő homokos területeken, így Szárazhegyen is történt szőlőtelepítés.
Ma 700 hektáron termesztenek szőlőt. A Cserszegi fűszeres a Rajnai rizling és az Olaszrizling, a Zöld veltelini, a Rizlingszilváni, a Karát, a Chassellas, az Ottonel muskotály, a Kékfrankos, a Zweigelt, a Kadarka, a Kékoportó és kis mennyiségben a különféle csemegeszőlők adják a valóban széles választékot.

## Külső hivatkozások
- Hagyományfolytatás Szárazhegyen, fogatsport.hu